# Koškovce
Koškovce é um município da Eslováquia, situado no distrito de Humenné, na região de Prešov. Tem 11,71 km² de área e sua população em 2018 foi estimada em 589 habitantes.

## Demografia
| Ano:        | 1994 | 2004   | 2014   | 2024    |
| ----------- | ---- | ------ | ------ | ------- |
| Broj ljudi: | 603  | 622    | 609    | 528     |
| Razlika:    |      | +3,15% | -2,09% | -13,30% |

| Ano:               | 2023 | 2024   |
| ------------------ | ---- | ------ |
| Número de pessoas: | 533  | 528    |
| Diferença:         |      | -0,93% |